# RAB33B
RAB33B‏ (RAB33B, member RAS oncogene family) هوَ بروتين يُشَفر بواسطة جين RAB33B في الإنسان.